# Saldoidea
Super-famille
Les Saldoidea sont une super-famille d'insectes semi-aquatiques de l'ordre des Hémiptères et du sous-ordre des Hétéroptères (punaises). 

## Systématique
Les Saldoidea constituent l'une des deux divisions au sein de l'infraordre des Leptopodomorpha, l'autre étant les Leptopodoidea. Sa position dans la classification a été longuement disputée et modifiée: d'abord comprise dans les « Amphibicorisae », elle a ensuite été déplacée dans les « Géocorises », Pentatomomorpha, puis associée aux Cimicomorpha, Reduvioidea, et encore placée dans un groupe à part nommé « Archeocorisae » avec les Dipsocoridae et les Enicocephalidae. Sa position actuelle a été établie par Schuh et Polhemus en 1980, et est considérée comme monophylétique. 
Elle comprend trois familles, dont une, les Archegocimicidae est éteinte et représentée par plusieurs dizaines de fossiles.
Parmi les deux familles actuelles, celle des Aepophilidae ne comprend qu'un genre et une seule espèce, la punaise des estrans Aepophilus bonnairei. La dernière, celle des Saldidae, est de loin celle qui comprend le plus grand nombre d'espèces, plus de 300. 

### Liste des familles
Selon BioLib (27 mars 2022) :
- famille Aepophilidae Puton, 1879
- famille Saldidae Amyot & Serville, 1843
- famille †Archegocimicidae Handlirsch, 1906